# قصر ویران‌شده
قصر ویران‌شده (به انگلیسی: Brokedown Palace) فیلمی است محصول سال ۱۹۹۹ و به کارگردانی جاناتان کاپلان است. در این فیلم بازیگرانی همچون کلیر دینز، کیت بکینسیل، بیل پولمن، لیم کی تانگ، جکلین کیم، لو دایموند فیلیپس، دانیل لاپاین، تام آماندس، ایمی گراهام، جان دو و پل واکر ایفای نقش کرده‌اند.

## خلاصه داستان
آلیس و دارلین، دو زن که برای تعطیلات و جشن گرفتن فارغ‌التحصیلی شان به تایلند رفته‌اند به جرم قاچاق مواد مخدر دستگیر می‌شوند و…